# Zachariasz (syn Jojady)

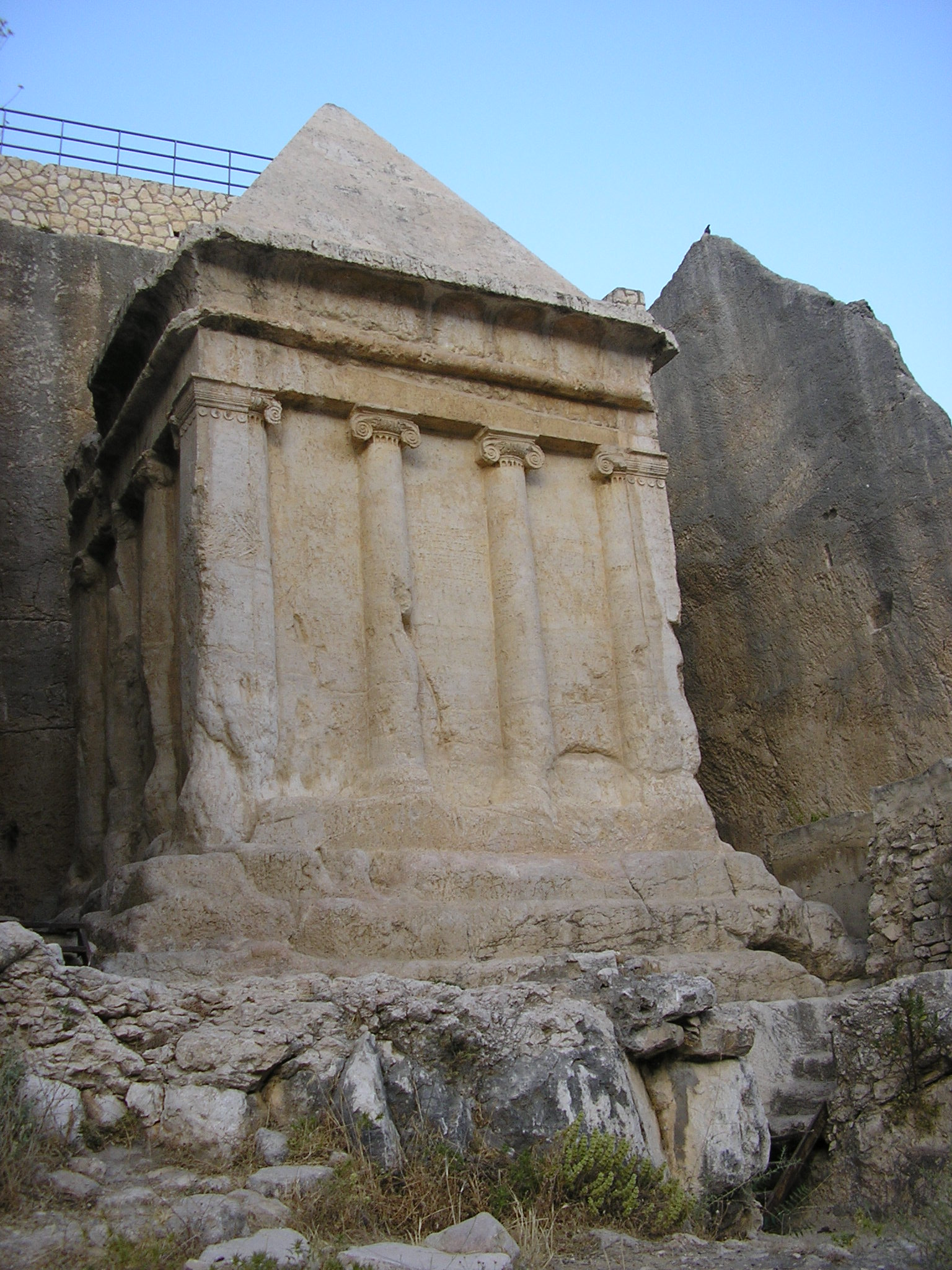
Grób Zachariasza na Górze Oliwnej

Zachariasz (hebr. ‏זְכַרְיָה‎, Zecharja, Jahwe pamięta) – judzki prorok, syn arcykapłana Jojady. Wystąpił przeciwko królowi Judy Joaszowi, krytykując go za odstępstwo od Jahwe. Z tego powodu został ukamienowany na rozkaz króla.